# Hartford (Connecticut)
Hartford is de hoofdstad van de Amerikaanse staat Connecticut. Het ligt aan de Connecticut in het midden van de staat.
De stad zelf heeft 121.578 inwoners (volkstelling 2000), maar met Hartfords uitgebreide voorsteden bereikt de hele agglomeratie Hartford een inwonertal van 1.183.110 (2000). De stad Hartford is de op drie na grootste stad van Connecticut (na Bridgeport, Stamford en New Haven). In 1930 werd daar het monumentengebouw A. Everett Austin House opgeleverd.
Hartford is de "verzekeringshoofdstad" van de Verenigde Staten – enkele grote verzekeringsmaatschappijen hebben er hun hoofdkantoor.

## Geschiedenis

### Nederlandse en Engelse periode
Nadat de Nederlandse ontdekkingsreiziger Adriaen Block in 1614 het gebied verkend had, vestigden bonthandelaren van de kolonie Nieuw-Nederland in 1623 een handelspost op de plaats, die de lokale indianen Suckiaug noemden. De naam van de handelspost was "Huys de Hoop". In 1633 was de post verder uitgebreid tot een klein fort door er een blokhuis en een houten verdedigingswerk aan toe te voegen, terwijl uit Nieuw Amsterdam een klein garnizoen soldaten met een paar kanonnen overkwam.
De eerste Engelse kolonisten kwamen in 1636. Thomas Hooker leidde een groep van 100 kolonisten uit Cambridge in Massachusetts, dat toen nog Newtowne heette. Ze vestigden zich aan de noordkant van het Nederlandse fort. De Engelse kolonisten noemden de vestiging in het begin Newtowne, maar in 1637 veranderden ze de naam in Hartford naar de Engelse stad Hertford. De Nederlanders ondernamen geen stappen om de Engelse toestroom te stoppen. Het Huys de Hoop bleef een buitenpost en kwam steeds meer onder de Engelse invloedssfeer. Gouverneur van Nieuw-Nederland Peter Stuyvesant onderhandelde in 1650 met Engelse afgezanten over een permanente grens tussen de Nederlandse en Engelse koloniën, en zij kwamen overeen dat de grens zo'n 80 kilometer westwaarts van Huys de Hoop en de Versche Rivier (nu: Connecticut River) zou komen te liggen. Hiermee vertrokken de Hollanders definitief uit Connecticut. De buurt van Hartford waar dit fort stond, is nog steeds bekend als Dutch Point.
Daarnaast herinneren de volgende ook nog aan de Nederlandse aanwezigheid: Huyshope Avenue, Van Block Avenue, Van Dyke Avenue (genoemd naar Gijsbert Van Dijk, de eerste commandant van Huys de Hoop), Hendrixsen Avenue (Cornelius Hendrixsen, luitenant op het schip 'De Onrust' van Adriaen Block), Vredendaal Avenue (landgoed van schipper en ontdekkingsreiziger de Vries die Huys de Hoop in juni 1639 bezocht; hij trof daar slechts 15 soldaten aan).
In 1662 legitimiseerde koning Karel II van Engeland door middel van een charter het bestaan van de kolonie, definieerde de grenzen en gaf de kolonisten een hoge mate van zelfbestuur.

### Geschiedenis van Hartford als verzekeringsstad
In de 18e eeuw groeide Hartford uit tot een belangrijke rivierhaven, met een bloeiende handel met Engeland, het Caraïbisch gebied en zelfs het Verre Oosten. Kapiteins van de riviervaart maakten vaak afspraken om de risico's van de lange reizen te delen. Deze informele afspraken waren het begin van de verzekeringsbedrijvigheid in Hartford. Het begon met marineverzekeringen, maar breidde zich snel uit tot vele andere vormen van verzekeringen, zoals brandverzekeringen. In 1810 werd de eerste verzekeringsmaatschappij gesticht, de Hartford Fire Insurance Company. De stichting van de Aetna Fire Insurance Company volgde negen jaar later. De reputatie van Hartford als een betrouwbaar verzekeringscentrum werd pas echt bevestigd na de rampzalige branden in New York in 1835 en 1845, toen verzekeringsmaatschappijen uit Hartford hun betalingsbeloften nakwamen, terwijl vele andere maatschappijen niet uitbetaalden.
De eerste levensverzekeringen werden in 1846 aangeboden. In hetzelfde jaar werd de Connecticut Mutual Life Insurance Company of Hartford opgericht.
Volgens de regering van de staat Connecticut zijn er tegenwoordig 106 verzekeringsmaatschappijen gevestigd in de staat, waarvan de meeste in Hartford en omgeving.

## Demografie
Van de bevolking is 9,5 % ouder dan 65 jaar en bestaat voor 33,2 % uit eenpersoonshuishoudens. De werkloosheid bedraagt 4,8 % (cijfers volkstelling 2000).
Ongeveer 40,5 % van de bevolking van Hartford bestaat uit hispanics en latino's, 38,1 % is van Afrikaanse oorsprong en 1,6 % van Aziatische oorsprong.
Het aantal inwoners daalde van 137.289 in 1990 naar 121.578 in 2000.

## Klimaat
In januari is de gemiddelde temperatuur -4,1 °C, in juli is dat 23,2 °C. Jaarlijks valt er gemiddeld 1121,2 mm neerslag (gegevens op basis van de meetperiode 1961-1990).

## Stedenbanden
Hartford heeft stedenbanden met:
- Bydgoszcz (Polen)
- Caguas (Puerto Rico)
- Dongguan (China)
- Floridia (Italië)
- Freetown (Sierra Leone)
- Hertford (Verenigd Koninkrijk)
- Mangualde (Portugal)
- Morant Bay (Jamaica)
- New Ross (Ierland)
- Ocotal (Nicaragua)
- Thessaloniki (Griekenland)

## Plaatsen in de nabije omgeving
De onderstaande figuur toont nabijgelegen 'incorporated' en 'census-designated' plaatsen in een straal van 16 km rond Hartford.
| Hartford Blue Hills (5 km) Central Manchester (14 km) East Hartford (6 km) Glastonbury Center (10 km) Kensington (16 km) New Britain (13 km) Newington (9 km) Simsbury Center (16 km) Weatogue (14 km) West Hartford (5 km) Wethersfield (7 km) |

## Bekende inwoners van Hartford

### Geboren
- Samuel Colt (1814-1862), ondernemer en uitvinder
- Frederic Edwin Church (1826-1900), kunstschilder
- John Pierpont Morgan (1837-1913), bankier en kunstverzamelaar
- Barbara McClintock (1902-1992), botanicus en Nobelprijswinnares (1983)
- Katharine Hepburn (1907-2003), actrice
- Roger Sperry (1913-1994), neuropsycholoog en Nobelprijswinnaar (1981)
- Gary Merrill (1915-1990), acteur
- Walter Bolden (1925-2002), drummer
- Joe Porcaro (1930-2020), jazzdrummer en -percussionist
- Emil Richards (1932-2019), percussionist
- Lois Fisher-Dietzel (1940), beleidsmaker, journaliste en schrijfster
- Gene Pitney (1940-2006), zanger
- Paul Bremer (1941), diplomaat
- Linda Evans (1942), actrice
- Sherwood Spring (1944), astronaut
- Bill Rodgers (1947), langeafstandsloper
- Diane Venora (1952), actrice
- Katherine Cannon (1953), actrice
- Jeff Porcaro (1954-1992), medeoprichter en drummer van Toto
- Mike Porcaro (1955-2015), bassist van Toto
- Steve Porcaro (1957), zanger en toetsenist van Toto
- Wayne Bergeron (1958), jazztrompettist
- Suzanne Collins (1962), schrijfster van onder andere de Hongerspelen-trilogie
- Christine Leunens (1964), Belgisch model en schrijfster
- Steve Potts, Brits voetballer
- David Alan Basche (1968), acteur
- Stephenie Meyer (1973), schrijfster van onder andere de Twilight-trilogie
- Will Friedle (1976), acteur, komiek
- Josh Evans (1985), jazztrompettist
- Zachary Donohue (1991), kunstschaatser
- Andrea Kneppers (1993), Nederlands zwemster
- Natália Kelly (1994), Oostenrijks zangeres
- Kathleen Kucka, kunstenares

## Galerij

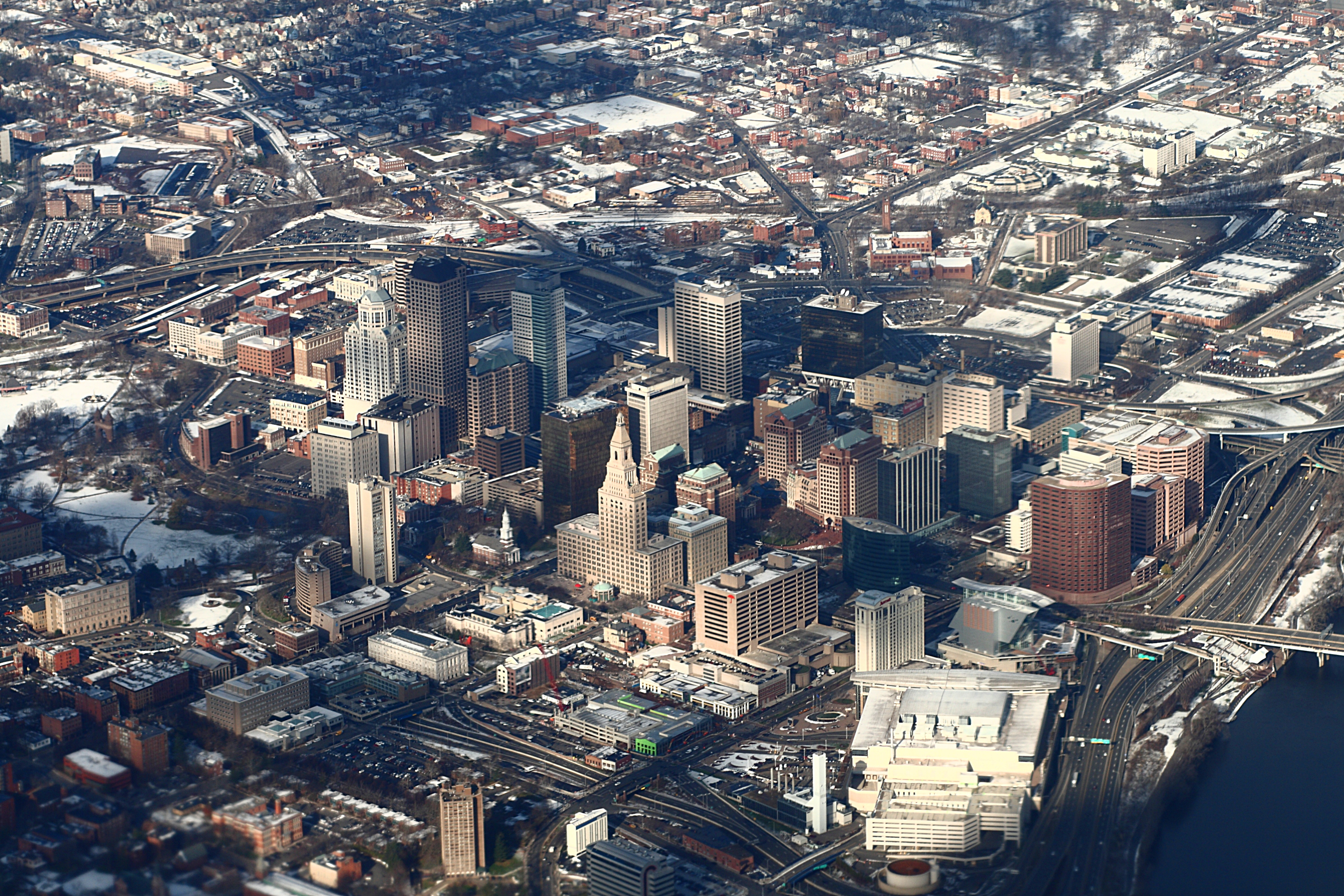
Centrum van Hartford
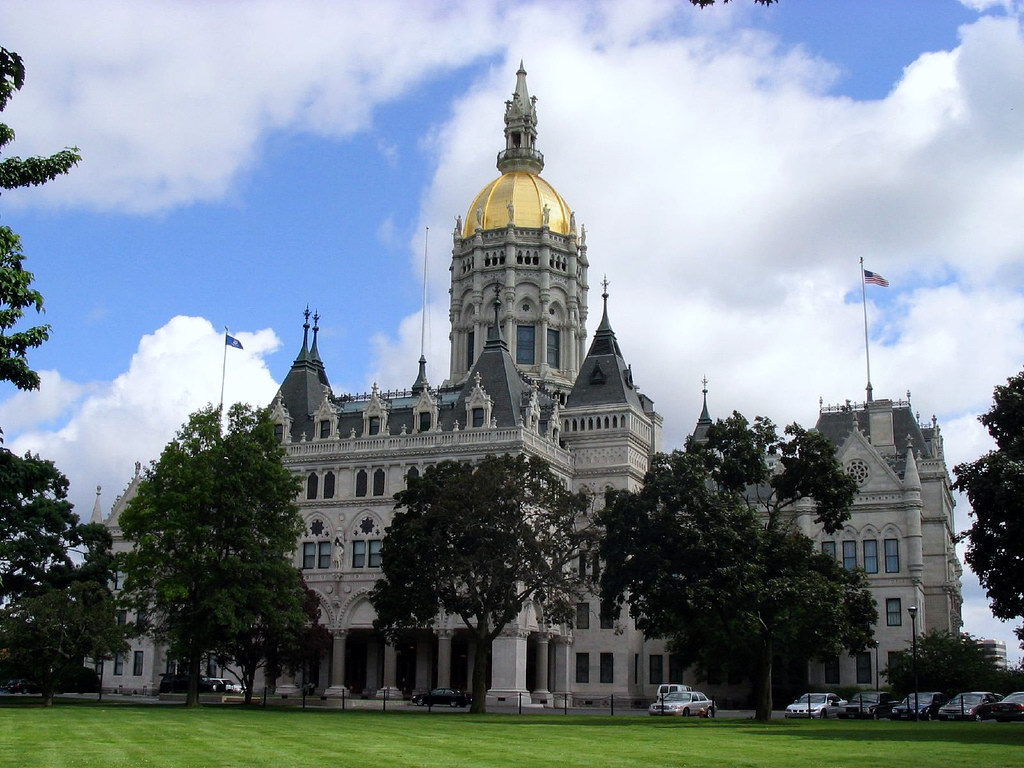
Connecticut State Capitol in Hartford